# Robbie Basho
Robbie Basho (nacido como Daniel R. Robinson, Jr., 31 de agosto de 1940 – 28 de febrero de 1986) fue un guitarrista acústico, pianista y cantante estadounidense.

## Biografía
Basho nació en Baltimore y quedó huérfano cuando era un bebé. Adoptado por la familia Robinson, Daniel Robinson, Jr. asistió a escuelas católicas en la Arquidiócesis de Baltimore y se preparó para la universidad en St. James School, Maryland, una escuela episcopal. Luego pasó a estudiar en el College Park de la Universidad de Maryland. Aunque tocaba el bombardino en la banda de la escuela secundaria y cantaba en conjuntos de secundaria y preparatoria, su interés por la guitarra acústica creció durante sus años universitarios, como resultado directo de su amistad con sus compañeros de estudios John Fahey, Ed Denson y Max Ochs. En 1959, Basho compró su primera guitarra y se sumergió en el arte y la cultura asiáticas. Fue por ello que en esta época cambió su nombre a Basho, en honor al poeta japonés Matsuo Bashō. Por otro lado, su interés en la música india comenzó al escuchar a Ravi Shankar, a quien conoció en 1962.
Basho vio la guitarra de cuerdas de acero como un instrumento de concierto y quiso crear un sistema raga para Estados Unidos. Durante una entrevista de radio en 1974, promocionando su álbum Zarthus, Basho explicó su música en detalle. Describió cómo había pasado por una serie de períodos relacionados con la filosofía y la música, incluidos el japonés, el hindú, el iraní y el nativo americano. Zarthus representó la culminación de su "período persa". Basho afirmó su deseo, junto con John Fahey y Leo Kottke, de elevar la guitarra de cuerdas de acero al nivel de un instrumento de concierto. Reconoció que la guitarra clásica era adecuada para "canciones de amor", pero su contraparte de acero podía comunicar fuego.

Basho murió inesperadamente a la edad de 45 años debido a un accidente durante una visita a su quiropráctico, donde un experimento de latigazo cervical intencional provocó la ruptura de los vasos sanguíneos de su cuello, lo que provocó un derrame cerebral fatal.

## Estilo de guitarra
La técnica de tocar la guitarra con los dedos de Robbie Basho estuvo fuertemente influenciada por la interpretación del sarod y sus estudios con el virtuoso indio Ali Akbar Khan. Basho usó afinaciones abiertas inusuales, incluidas varias variantes en Do abierto (CGCGCE), y tocó una guitarra de 12 cuerdas para recrear el zumbido característico de la música clásica india . Basho a menudo usaba modos y escalas orientales, pero otras influencias incluyen la música clásica europea, el blues (en su período anterior) y baladas de los EE. UU .

## Renovación de interés
En las décadas de 1970 y 1980, la contribución de Basho a la guitarra acústica de cuerdas de acero fue eclipsada por John Fahey, fundador de Takoma Records, así como la aparición de Windham Hill Records y su lista de músicos. Ha habido un renovado interés en su trabajo desde los años 2000, impulsado por las reediciones de Takoma, Tompkins Square y Grass-Tops Recording, así como por el lanzamiento de conciertos inéditos. Grass-Tops heredó cintas que el guitarrista Glenn Jones había conservado durante 30 años.
Buck Curran de la banda de folk psicodélico Arborea ha publicado dos álbumes tributo a Robbie Basho, We Are All One in the Sun (2010) y Basket Full of Dragons (2016). Ambos álbumes cuentan con artistas contemporáneos que reinterpretan el material de Basho y composiciones originales inspiradas en su estilo.
El cineasta británico Liam Barker estrenó el documental Voice of the Eagle: The Enigma of Robbie Basho en Londres en octubre de 2015 en el Raindance Festival y la película se estrenó en el Roxie Theatre de San Francisco en abril de 2018. Fue nominado para el Premio del Jurado en el Festival Internacional de Cine de Santa Bárbara . El documental rastrea la vida problemática de Basho con material de archivo previamente descubierto y entrevistas con Pete Townshend, William Ackerman, Alex de Grassi, Henry Kaiser, Glenn Jones, Country Joe McDonald, Steffen Basho-Junghans, Max Ochs y Richard Osborn.

## Discografía
Álbumes de estudio
- The Seal of the Blue Lotus (Takoma, 1965)
- The Grail & the Lotus (Takoma, 1966)
- Basho Sings (Takoma, 1967)
- The Falconer's Arm I (Takoma, 1967)
- The Falconer's Arm II (Takoma, 1967)
- Venus in Cancer (Blue Thumb, 1969) remasterizado por Tompkins Square
- Song of the Stallion (Takoma, 1971)
- The Voice of the Eagle (Vanguard, 1972)
- Zarthus (Vanguard, 1974)
- Visions of the Country (Windham Hill, 1978)
- Art of the Acoustic Steel String Guitar 6 & 12 (Windham Hill, 1979)
- Rainbow Thunder: Songs of the American West (Silver Label, 1981)
- Bouquet (Basho Productions, 1983)
- Twilight Peaks (Art of Relaxation, 1984)
- Songs of the Great Mystery (Real Gone, 2020) algunas pistas publicadas en 2007 como Indian II

Álbumes en vivo
- Bonn ist Supreme (Bo'Weavil, 2008)
- Art of the Acoustic Steel String Preview (Grass-Tops, 2014)
- Robbie Basho Live in Milwaukee – 1982 (Grass-Tops, 2015)
- Portrait of Basho as a Young Dragoon (Grass-Tops, 2015)
- Rocky Mountain Raga - Live from Elgin - 1981 (Grass-Tops, 2016)
- Robbie Basho Live at Folkstudio – 1982 (Grass-Tops, 2016)
- Robbie Basho Live in Forlì - 1982 (Topa Topa, 2016)
- Robbie Basho - Live in Forli, Ital

Álbumes recopilatorios
- Basho's Best, Vol. 1 (Basho, 1982)
- Guitar Soli (Takoma, 1996)
- Bashovia (Takoma, 2001)
- Song of the Avatars: The Lost Master Tapes (Tompkins Square, 2020)